# Мисліґощ
Мисліґощ (пол. Myśligoszcz) — село в Польщі, у гміні Дебжно Члуховського повіту Поморського воєводства.
Населення — 212 осіб (2011).
У 1975-1998 роках село належало до Слупського воєводства.

## Демографія
Демографічна структура станом на 31 березня 2011 року:
|          | Загалом | Допрацездатний вік | Працездатний вік | Постпрацездатний вік |
| -------- | ------- | ------------------ | ---------------- | -------------------- |
| Чоловіки | 100     | 13                 | 71               | 16                   |
| Жінки    | 112     | 27                 | 58               | 27                   |
| Разом    | 212     | 40                 | 129              | 43                   |